# 王體晉
王體晉，直隶顺天府香河县人，清朝政治人物、書法家。

## 生平
順治二年（1645年）舉乙酉科順天府鄉試，順治三年（1646年）聯登丙戌科進士。善于书法。